# Kammeltal
Kammeltal là một đô thị ở huyện Günzburg bang Bavaria thuộc nước Đức.